# Dieuwertje den Besten
Dieuwertje den Besten (Utrecht, 21 de mayo de 1997) es una deportista neerlandesa que compite en remo.
Ganó dos medallas en el Campeonato Europeo de Remo, en los años 2020 y 2021, ambas en la prueba de ocho con timonel.

## Palmarés internacional
| Campeonato Europeo | Campeonato Europeo | Campeonato Europeo | Campeonato Europeo |
| Año                | Lugar              | Medalla            | Prueba             |
| ------------------ | ------------------ | ------------------ | ------------------ |
| 2020               | Poznań (Polonia)   | Medalla de bronce  | Ocho con timonel   |
| 2021               | Varese (Italia)    | Medalla de plata   | Ocho con timonel   |